# 허밍한
허밍한(중국어 간체자: 何明翰, 병음: Hé Mínghàn, 한자음: 하명한, 1980년 8월 13일 ~ )은 중국의 배우이다.